# Гельферих, Максимилиан Христианович
Максимилиа́н Христиа́нович Ге́льферих (нем. Max Helfferich; 18 июня 1828, Лауххайм, Королевство Вюртемберг — 11 августа 1901, Харьков) — немецкий предприниматель и благотворитель второй половины XIX века, наиболее известный как владелец завода «Гельферих-Саде» в Харькове. 

## Биография
Максимилиан Карл Юлиус Гельферих родился в Вюртембергском королевстве в 1828 году в семье аудитора Христиана Гельфериха (1797-1871). Детство прошло в Штутгарте, потом в 22-летнем возрасте Максимилиан оказался сначала в Одессе, а затем в Харькове, где с начала XIX века проживала большая немецкая община.
В 1853 году Гельферих занял должность заведующего складом харьковского филиала одесской промышленной фирмы «Беллино-Фендерих», которая занималась продажей сельскохозяйственной техники.
В 1868 году Максимилиан женился на Жозефине Саде, внучке главы харьковской торговой фирмы «М. Саде». Брак оказался успешным не только с финансовой точки зрения, позволив немецкому предпринимателю существенно увеличить свой капитал, но и с личной, хотя из-за болезни супруги детей у четы Гельферих-Саде не было.
В том же году Гельферих открыл собственную торговую фирму, занимавшуюся сбытом сельскохозяйственной техники. Также помимо управления собственной компанией он был харьковским представителем английской фирмы «Клейтон и Шуттльворт», немецкой «Сакк и Экперт», американской «Джонсон и Гарвейст», что благоприятно сказалось как на финансовом положении бизнесмена, так и на его репутации в деловых кругах. В 1875 году вместе с родственницей жены, купчихой Марией Гиндермейер-Саде создал фирму «Гельферих-Саде», которой руководил до конца жизни. В конце 1870-х годов по инициативе Гельфериха его фирма начала не только перепродавать иностранную технику, но и выпускать собственную продукцию, были построены кузнечная мастерская, чугунолитейный цех, меднолитейная печь и другие помещения, которые сделали предприятие «Гельферих-Саде» крупнейшим в Харькове (перед Первой мировой войной на нём работало более 1500 человек, а оборотный капитал превышал 4 млн. рублей). Завод выпускал различную сельскохозяйственную продукцию: культиваторы, плуги, сеялки и т.д. на сумму около 3 млн. рублей в год. В конце 1880-х годов представительства «Гельферих-Саде» были открыты в нескольких городах Российской империи, в частности в Ростове-на-Дону и в Омске.
В 1887–1891 годах Гельферих был членом правительственной комиссии, которая приняла новый закон о таможенных тарифах на импортные товары. Регулярно Максимилиан принимал участие в организации и проведении сельскохозяйственных выставок. Первая такая выставка в России была проведена при его активном участии именно в Харькове в 1887 году.
В то же время Максимилиан Гельферих активно участвовал в общественной жизни Харькова, был крупным благотворителем. Он был одним из создателей «Общества взаимного вспоможения занимающимся ремесленным трудом», организовал особый фонд для семей, которые потеряли кормильца, помогал детям-сиротам, входил в советы многих благотворительных организаций. Также занимался поддержкой культуры, входил в директорский состав Харьковского музыкального общества. На его заводе была создана пожарная команда, которая должна была бороться с огнём не только непосредственно на предприятии, но участвовала в пожаротушениях по всему городу.
Занимался Максимилиан и благотворительностью на исторической Родине, в королевстве Вюртемберг, подданным которого он оставался до конца жизни. Он принимал участие в финансировании строительства как минимум трёх больниц в Штутгарте. Также в 1895 году он организовал благотворительный «Фонд Максимилиана и Жозефины Гельферих» с уставным капиталом в 500 000 марок. За заслуги он был удостоен звания королевского торгового советника Вюртемберга. В 1904 году в его честь назвали одну из улиц Штутгарта – Гельферихштрассе (нем. Helfferichstraße). Улица с таким названием существует в Штутгарте и по сей день. 
Одним из последних дел Гельфериха стало строительство больницы «Женская помощь» на Московском проспекте, которую он устроил в память об умершей супруге. На строительство промышленник лично выделил 100 000 рублей. Он просил, чтобы больница была названа в честь его супруги, однако по завершении строительства она получила имя самого Гельфериха. Помимо строительства женской больницы Гельферих связан с созданием первой инфекционой больницы Харькова — Николаевской имени Гельферих-Саде, в которой было особое отделение для заразных больных. При этой больнице действовала ныне утраченная Свято-Николаевская церковь (архитектор Владимир Немкин). Позднее в здании этой больницы было отделение детской травматологии 17-й больницы, а в настоящее время — хоспис (пр. Героев Харькова, 195).
Также активными благотворителями были братья Максимилиана Альберт и Герман, которые тоже жили и работали в Харькове.
Скончался Максимилиан Гельферих в августе 1901 года. В своём завещании он оставил значительные денежные суммы 16 различным благотворительным и образовательным заведениям Харькова на общую сумму не менее 132 000 рублей. Похоронен на лютеранском кладбище Харькова (сейчас часть 2-го городского кладбища), могила утеряна.

## Память в Харькове
- Предприятие «Гельферих-Саде» до 1922 года сохраняло свое название, потом было переименовано в завод «Серп и молот». В 2005 году завод признан банкротом, в 2015 году его корпуса были взорваны. По состоянию на 2020 год на месте завода находится пустырь и свалка.
- Родильный дом №2 (ранее больница «Женская помощь»; пр. Героев Харькова, 145) носит имя Максимилиана Гельфериха, установлена мемориальная доска.
- В честь Максимилиана Гельфериха названа улица Максимилиановская, на которой промышленник проживал. Это название улица имела еще до Октябрьской революции, однако в советское время была переименована и до 2015 носила имя Михаила Ольминского.
- В 2019 г на Максимилиановской улице открыт памятник Максимилиану Гельфериху.

Памятник М.Х. Гельфериху
Мемориальная доска на роддоме имени Гельфериха